# Mauritius i olympiska sommarspelen 2016
Mauritius deltog med 12 deltagare vid de olympiska sommarspelen 2016 i Rio de Janeiro. Ingen av landets deltagare erövrade någon medalj.

## Badminton
| Spelare       | Gren      | Grupp                                  | Grupp                           | Grupp     | Eliminering       | Kvartsfinal       | Semifinal         | Final / BM        | Final / BM       |
| Spelare       | Gren      | Motståndare Poäng                      | Motståndare Poäng               | Placering | Motståndare Poäng | Motståndare Poäng | Motståndare Poäng | Motståndare Poäng | Placering        |
| ------------- | --------- | -------------------------------------- | ------------------------------- | --------- | ----------------- | ----------------- | ----------------- | ----------------- | ---------------- |
| Kate Foo Kune | Damsingel | Buranaprasertsuk (THA) L (7–21, 18–21) | Chen H-y (AUS) W (21–16, 21–19) | 2         | Gick inte vidare  | Gick inte vidare  | Gick inte vidare  | Gick inte vidare  | Gick inte vidare |

## Boxning
Herrar
| Boxare            | Gren       | Omgång 1             | Omgång 2                | Kvartsfinal          | Semifinal            | Final                | Final            |
| Boxare            | Gren       | Motståndare Resultat | Motståndare Resultat    | Motståndare Resultat | Motståndare Resultat | Motståndare Resultat | Placering        |
| ----------------- | ---------- | -------------------- | ----------------------- | -------------------- | -------------------- | -------------------- | ---------------- |
| Merven Clair      | Mellanvikt | Abdin (EGY) L 0–3    | Gick inte vidare        | Gick inte vidare     | Gick inte vidare     | Gick inte vidare     | Gick inte vidare |
| Kennedy St-Pierre | Tungvikt   | Bye                  | Bouloudinat (ALG) W 2–1 | Levit (KAZ) L 0–3    | Gick inte vidare     | Gick inte vidare     | Gick inte vidare |

## Friidrott
Förkortningar
- Notera– Placeringar avser endast det specifika heatet.
- Q = Tog sig vidare till nästa omgång
- q = Tog sig vidare till nästa omgång som den snabbaste förloraren eller, i fältgrenarna, genom placering utan att nå kvalgränsen
- NR = Nationellt rekord
- N/A = Omgången fanns inte i grenen
- Bye = Idrottaren behövde inte tävla i omgången

Herrar
Bana och väg
| Idrottare    | Gren              | Final    | Final     |
| Idrottare    | Gren              | Resultat | Placering |
| ------------ | ----------------- | -------- | --------- |
| David Carver | Herrarnas maraton | 2:26:16  | 102       |

Fältgrenar
| Idrottare      | Gren              | Kval    | Kval      | Final            | Final            |
| Idrottare      | Gren              | Distans | Placering | Distans          | Placering        |
| -------------- | ----------------- | ------- | --------- | ---------------- | ---------------- |
| Jonathan Drack | Herrarnas tresteg | 16,21   | 28        | Gick inte vidare | Gick inte vidare |

Damer
Bana och väg
| Idrottare        | Gren               | Heat     | Heat      | Semifinal        | Semifinal        | Final            | Final            |
| Idrottare        | Gren               | Resultat | Placering | Resultat         | Placering        | Resultat         | Placering        |
| ---------------- | ------------------ | -------- | --------- | ---------------- | ---------------- | ---------------- | ---------------- |
| Aurelie Alcindor | Damernas 200 meter | 24.55    | 7         | Gick inte vidare | Gick inte vidare | Gick inte vidare | Gick inte vidare |

## Judo
| Idrottare            | Gren                         | Omgång 1              | Omgång 2              | Kvartsfinaler              | Semifinaler          | Återkval                  | Final / BM           | Final / BM |
| Idrottare            | Gren                         | Motståndare Resultat  | Motståndare Resultat  | Motståndare Resultat       | Motståndare Resultat | Motståndare Resultat      | Motståndare Resultat | Placering  |
| -------------------- | ---------------------------- | --------------------- | --------------------- | -------------------------- | -------------------- | ------------------------- | -------------------- | ---------- |
| Christianne Legentil | Damernas halv lättvikt −52kg | Fahmy (KSA) W 100–000 | Cohen (ISR) W 001–000 | Kelmendi (KOS) L 000–000 S | Gick inte vidare     | Kuziutina (RUS) L 000–100 | Gick inte vidare     | 7          |

## Simning
| Idrottare       | Gren                   | Heat  | Heat      | Semifinal        | Semifinal        | Final            | Final            |
| Idrottare       | Gren                   | Tid   | Placering | Tid              | Placering        | Tid              | Placering        |
| --------------- | ---------------------- | ----- | --------- | ---------------- | ---------------- | ---------------- | ---------------- |
| Bradley Vincent | Herrarnas 100 m frisim | 50,89 | 49        | Gick inte vidare | Gick inte vidare | Gick inte vidare | Gick inte vidare |
| Heather Arseth  | Damernas 100 m frisim  | 58,89 | 37        | Gick inte vidare | Gick inte vidare | Gick inte vidare | Gick inte vidare |

## Triathlon
| Idrottare          | Gren               | Simning (1,5 km) | Trans 1         | Cykling (40 km) | Trans 2         | Löpning (10 km) | Totaltid        | Placering       |
| ------------------ | ------------------ | ---------------- | --------------- | --------------- | --------------- | --------------- | --------------- | --------------- |
| Fabienne St. Louis | Damernas triathlon | 25:30            | Fullföljde inte | Fullföljde inte | Fullföljde inte | Fullföljde inte | Fullföljde inte | Fullföljde inte |